# 姚引良
姚引良（1956年7月—），男，汉族，陕西户县人，中华人民共和国政治人物。西安交通大学材料学院工学硕士，管理学博士，教授。中共第十八届中央候补委员。

## 生平
1975年1月加入中国共产党。1977年3月参加工作。1978年，考入西安交通大学机械工程系学习；毕业后，留校任教；1985年，攻读金属材料及热处理专业研究生课程；1988年获工学硕士学位。1989年4月，任中共铜川市城区区委副书记、副区长，开启从政之路。
1991年，调西安高新技术产业开发区工作；历任发区管委会人事部部长，管委会主任助理，副主任兼西安高科集团公司副总经理。1996年，任西安市科委主任。2002年，任西安市副市长。2003年1月，任中共宝鸡市委副书记、市长。三年后，升任市委书记、兼市人大主任。2008年1月，当选陕西省人民政府副省长；当年10月起，兼任国家级杨凌农业高新技术产业示范区管委会主任。2011年4月，任中共陕西省委常委、兼延安市委书记。在2012年12月，在中共十八大上，当选中央候补委员。2015年6月，改兼任陕西省常务副省长、省政府党组副书记。2016年12月，辞去陕西省人民政府副省长职务。2017年1月，当选陕西省人大常委会副主任。